# Radio Riquelme
Radio Riquelme es una estación radial chilena, de carácter local, con sede central en la ciudad de Coquimbo, en la Provincia de Elqui, dentro de la Región de Coquimbo. Transmite en 1350 kHz del dial Amplitud Modulada (AM).

## Fundación e inicios
La Radio Riquelme fue conocida inicialmente como Radio La Voz del Norte. Fue fundada por los hermanos Emilio y Zoilo Puerta Roldán, españoles oriundos de Arnedo, los cuales decidieron instalar en 1937 una radioemisora. El 20 de septiembre de ese año obtuvieron la autorización del Gobierno para instalar una transmisora con capacidad de 400 watts en la avenida Ossandón de la ciudad de Coquimbo. Cabe destacar que esta era la segunda emisora del norte chileno, ya que entre Santiago y el límite con Perú solo se conocía Radio Esmeralda de Iquique, que había sido fundada el 10 de octubre de 1936.
El sábado 9 de enero de 1937, a las 21:30 horas en los estudios de la radio, ubicados en Ossandón #5, en el barrio El Llano de Coquimbo, se efectuó la transmisión inaugural. Estaban presentes el Intendente Provincial, Jorge Rosselot Aravena; el Gobernador Departamental, Bernardo Villagrán Rojas; el alcalde de Coquimbo, Carlos Alberto Castex Taborga, los propietarios (Emilio y Zoilo Puerta Roldán), autoridades de toda la provincia, invitados especiales y el grupo de funcionarios que tuvo a su cargo el contacto de apertura: Carlos Morales, técnico en radio, Juan Cruzet, locutor; y Luis Michea, primer radiocontrolador, pasando de control a propietario luego de casi 60 años de trabajo radiofónico ininterrumpido. Su primera señal era CB 96. En marzo de 1941 la concesión de la radioemisora fue transferida a César Nieme.
Reconocidas eran sus antenas transmisoras, ubicadas en el patio de la estación. Las antenas de radio La Voz del Norte se transformarían durante las primeras décadas de emisión, en un símbolo del barrio El Llano.

## La charla radial de Gabriela Mistral
Uno de los episodios más recordados dentro de los primeros años de la Radio La Voz del Norte fue la visita que realizó a sus dependencias, la destacada poetisa chilena Gabriela Mistral. En la noche del 30 de mayo de 1938 realizó una conferencia en la Sala de Audiciones de la radio, que en ese momento se ubicaban en la avenida Bernardo Ossandón en Coquimbo. Además recitó varios poemas originales, con las que deleitó al público asistente, y a los cientos de coquimbanos que escuchaban a través de la radio. El periódico El Norte, en la edición del día siguiente cuenta: "La presentación de la poetisa fue realizada por el Juez Letrado de La Serena, David Rojas G., que en amenas frases hizo un simpático recuerdo de Lucila Godoy. Rindiéndose también en la oportunidad un sentido homenaje a tres grandes poetas coquimbanos de las pasadas generaciones: Julio Munizaga Ossandón, Manuel Magallanes Moure y Carlos Mondaca. (...) La señorita Lucila Godoy, después de compartir un breve momento con los asistentes, se dirigió a La Serena donde también tenía compromisos que cumplir.
Al momento de dejar la emisora, confirmó su estadía allí, en el libro de visitas de la radio: "Recuerdo de mi paso por la costa de Coquimbo, en cuya granja de La Cantera yo viví. Y agradecimientos a la Radio La Voz del Norte... Firmado, Gabriela Mistral, mayo de 1938".

## Cambio de propietario y modernización
El 28 de junio de 1941, los hermanos Roldán venden la radioemisora a César Nieme Apey. Es en esta década cuando la radio comienza a llamarse "Radio Guardiamarina Ernesto Riquelme". 
Uno de los programas más recordados de la radio Riquelme, es sin dudas, el Club de la Juventud. El 24 de agosto de 1955 se inició el programa, en el cual se llamaba a los jóvenes a inscribirse en aquel Club Discómano - el primero del país - además de programar música pedida por ellos. El espacio era conducido por Juan Ramírez Portilla, quien continuaría en la radio hasta inicios de la década del 2000. Durante mediados de la década de 2000 trabajó como columnista del diario La Región. El Club de la Juventud llegó a tener más de 16.000 socios, repartidos entre La Serena, Coquimbo, Vicuña, Andacollo y Ovalle.
En 1958, César Nieme, a causa de una enfermedad, decide legar la radio a Luis Michea, trabajador de la estación desde sus inicios. El 6 de junio de 1972 la radioemisora fue adquirida por el Partido Comunista de Chile —con Luis Villaflor Rivera como nuevo director—, siendo devuelta a sus propietarios después del golpe de Estado.
Luego, sus dependencias se trasladarían a Aldunate 1472, y actualmente se ubican en el número 1619 de la misma calle, en pleno centro de Coquimbo.